# Phelister colombiae
Phelister colombiae är en skalbaggsart som beskrevs av Lewis 1908. Phelister colombiae ingår i släktet Phelister och familjen stumpbaggar. Inga underarter finns listade i Catalogue of Life.